# Rudolf Platte
Rudolf Antonius Heinrich Platte (12 de febrero de 1904 - 18 de diciembre de 1984) fue un actor teatral, cinematográfico y televisivo de nacionalidad alemana.

## Biografía

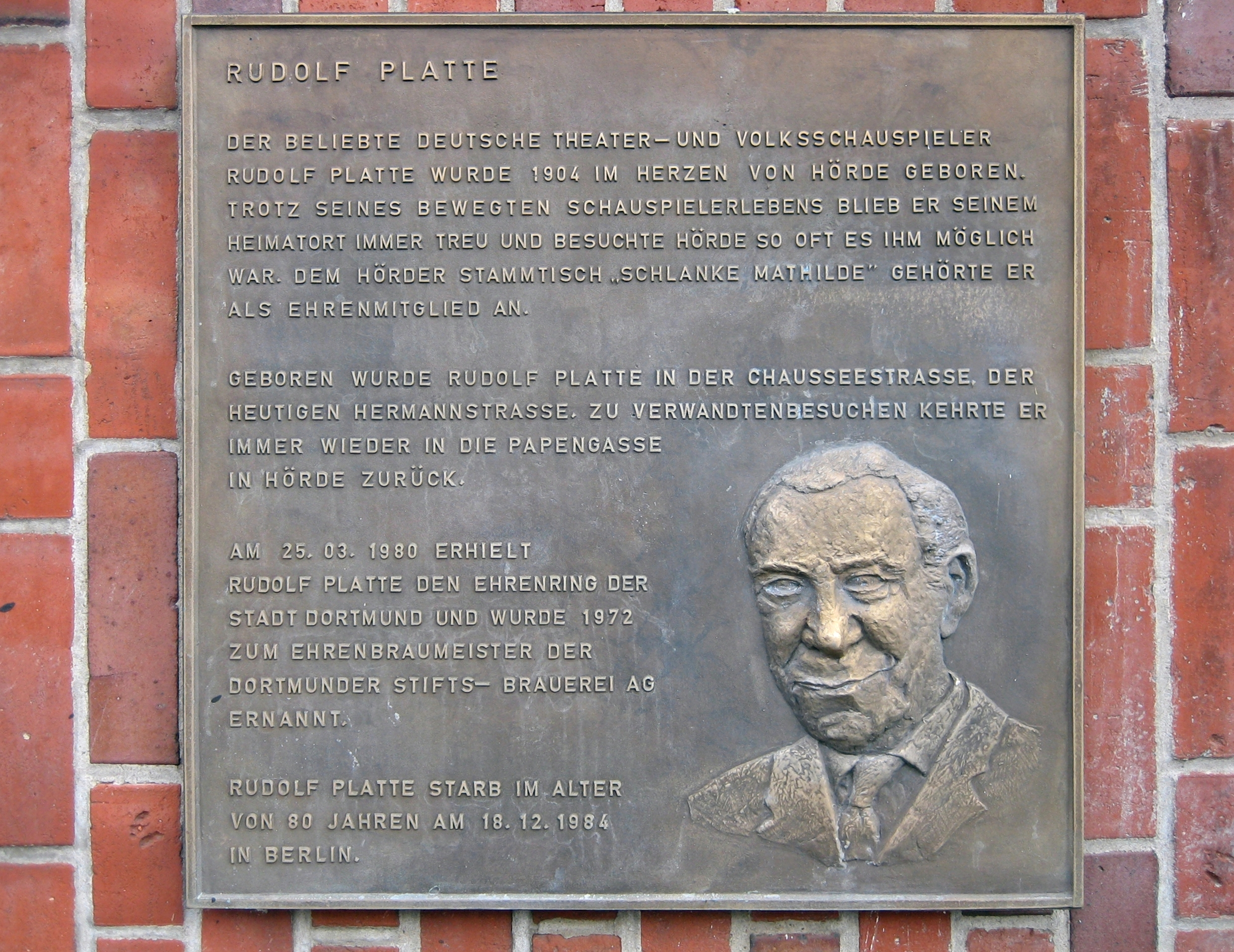
Plca en la facha de la antigua cervecería Stifts en Dortmund

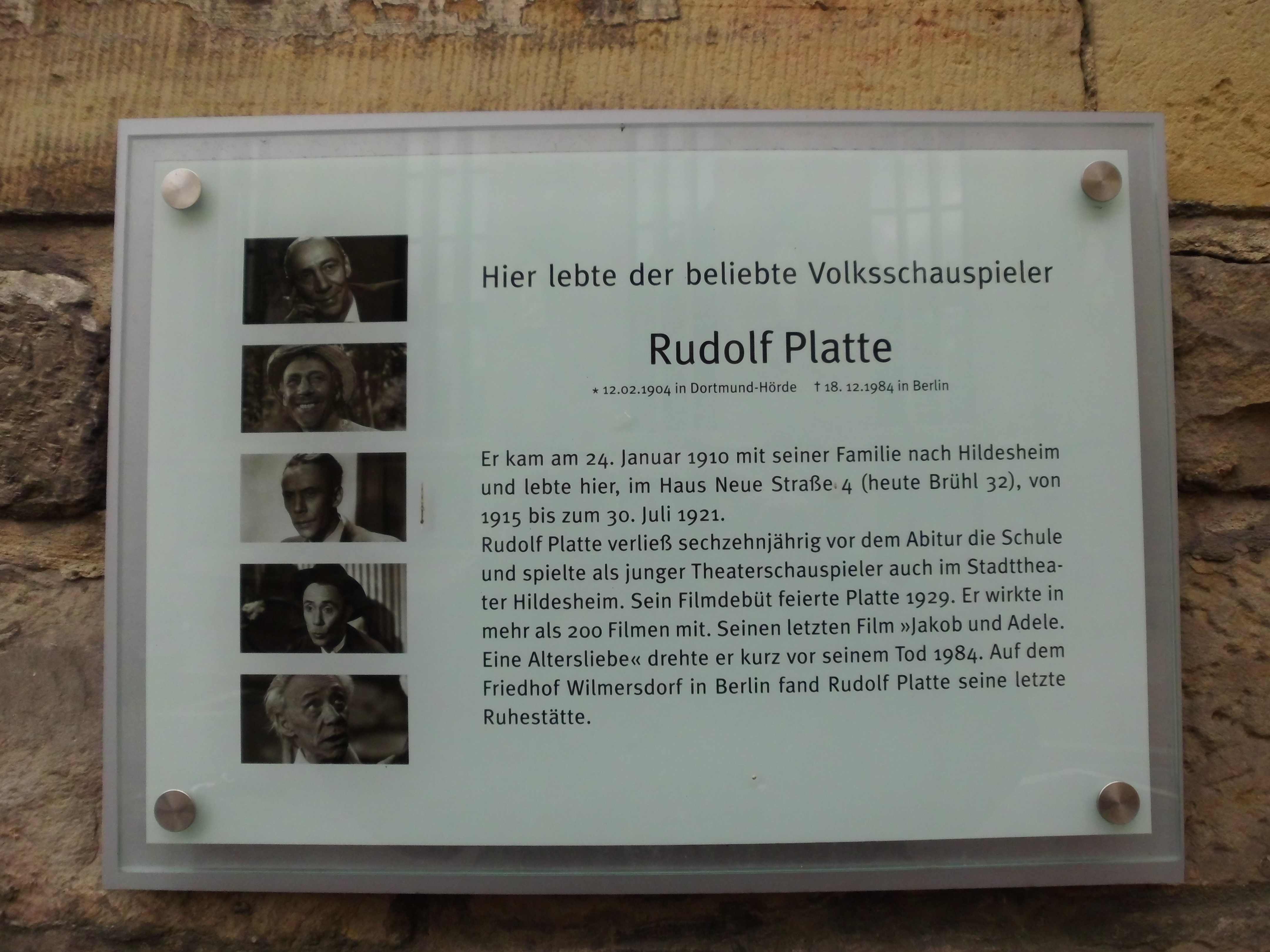
Placa en su casa en Hildesheim

Nacido en Dortmund,[cita requerida] Alemania, cuando Platte tenía tres años de edad sus padres se mudaron a Hildesheim. Hijo del empresario Josef Platte y su esposa Karoline, con 16 años dejó la escuela para iniciar estudios de interpretación. Platte se inició como actor en el teatro, y en 1925 debutó con el papel de Shylock en El mercader de Venecia, de William Shakespeare, obra representada al aire libre en Düsseldorf. A ello siguieron compromisos teatrales en Bad Harzburg, Hildesheim, Hagen, Wuppertal y en el Residenztheater de Hannover. Posteriormente pasó un tiempo en el Teatro Lobe de Breslavia, que también dirigió.
En 1927 llegó a Berlín, donde dirigió junto a Werner Finck y Hans Deppe el cabaret Die Katakombe. Además, en los años 1930 también actuó en espectáculos musicales representados en dicha ciudad y, debido a su actuación en la revista Ein Kuß reist um die Welt, con Hilde Seipp y Aribert Mog y música de Josef Rixner, se ganó el interés de los medios de comunicación.

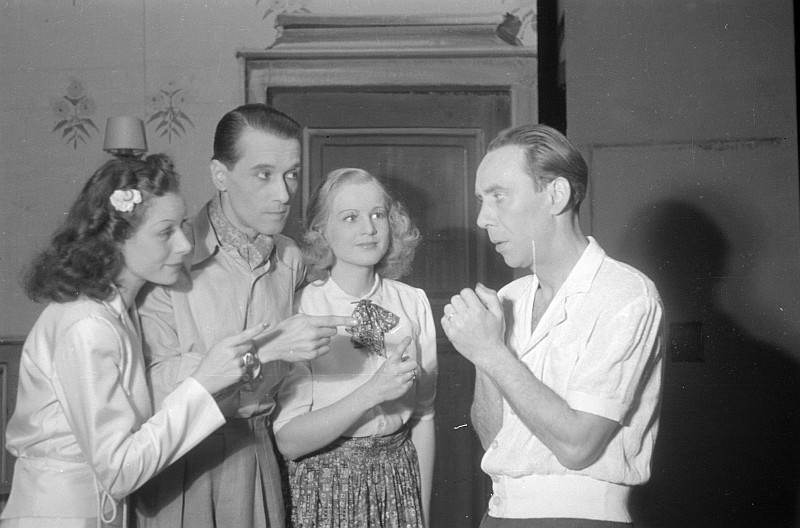
Platte (der.) actuando en el Theater am Schiffbauerdamm de Berlín en 1945

Su debut en el cine tuvo lugar en 1929 con la película muda Revolte im Erziehungshaus. A partir de entonces, y hasta el final de su carrera, trabajó en más de 200 producciones, interpretando a menudo a personajes tímidos, incomprendidos, cariñosos, a lo que podía llamarse como el hombre de la calle.
Entre 1940 y 1944 fue director del Theater in der Behrenstraße, en sustitución de Ralph Arthur Roberts, y de 1945 a 1947 del Theater am Schiffbauerdamm. Interpretó tanto papeles cómicos como trágicos, y en los años 1970 hizo actuaciones televisivas, tanto para series como para adaptaciones literarias. Gracias a su papel en la obra Das Fenster zum Flur, de Curt Flatow y Horst Pillau, representada en 278 ocasiones en el Teatro Hebbel, Platte llegó a ser uno de los actores más populares de Berlín.
Rudolf Platte se casó por vez primera con Vally Hager, y en 1942 contrajo un breve matrimonio con Georgia Lind. Entre 1942 y 1953 su mujer fue la actriz Marina Ried. Platte se casó una cuarta vez, con la que había sido su segunda esposa, la actriz Georgia Lind.
Rudolf Platte falleció en 1984 en Berlín, Alemania, una semana después de su esposa, a los 80 años de edad. Ambos fueron enterrados en el Cementerio Wilmersdorf de Berlín. Los bienes de la pareja fueron legados a Aldeas Infantiles SOS. 

## Selección de su filmografía
| - 1930: Revolte im Erziehungshaus - 1931: Drei Tage Liebe - 1932: Der Stolz der 3. Kompanie - 1932: Hier irrt Schiller - 1932: F.P.1 antwortet nicht - 1932: Ich bei Tag und Du bei Nacht - 1932: Wie sag’ ich’s meinem Mann? - 1933: Viktor und Viktoria - 1933: Hitlerjugend Quex - 1934: Der Herr Senator - 1934: Heinz im Mond - 1934: Der Meisterboxer - 1934: Liebe, Tod und Teufel - 1934: Der Vetter aus Dingsda - 1934: Pappi - 1934: Die Liebe siegt - 1934: Schön ist jeder Tag den Du mir schenkst, Marie Luise - 1934: Gold - 1934: Schützenkönig wird der Felix - 1934: Grüß' mir die Lore noch einmal - 1934: So ein Flegel - 1934: Was bin ich ohne Dich - 1935: Einer zuviel an Bord - 1935: Ich liebe alle Frauen - 1935: Liebeslied - 1936: Donogoo Tonka - 1936: Blinde Passagiere - 1936: Flitterwochen - 1936: Der lustige Witwenball - 1936: Stjenka Rasin - 1936: Das Hofkonzert - 1936: Die Leute mit dem Sonnenstich - 1937: Autobus S - 1937: Gasparone - 1937: Die Kronzeugin - 1937: Monika - 1937: Fremdenheim Filoda - 1937: Wenn Frauen schweigen - 1937: Wie der Hase läuft - 1938: Das Mädchen von gestern Nacht - 1938: Der Blaufuchs - 1938: Nanu, Sie kennen Korff noch nicht? - 1938: Frühlingsluft - 1939: Wer küßt Madeleine? - 1939: La Casa lontana - 1939: Zwölf Minuten nach zwölf - 1940: Das Mädchen im Vorzimmer - 1940: Die lustigen Vagabunden - 1940: Meine Tochter tut das nicht - 1940: Ritorno - 1940: Traummusik - 1941: Alarm - 1941: Blutsbrüderschaft - 1941: Familienanschluß - 1943: Alles aus Liebe - 1943: Ein Walzer mit dir - 1944: Der Meisterdetektiv - 1949: Kätchen für alles - 1949: Nach Regen scheint Sonne - 1950: Absender unbekannt - 1950: Dreizehn unter einem Hut - 1950: Maharadscha wider Willen - 1950: Die Dritte von rechts - 1950: Taxi-Gattin - 1951: Die Frauen des Herrn S. - 1951: Eva im Frack - 1951: Schön muß man sein - 1951: Unschuld in tausend Nöten - 1951: Weh dem, der liebt! - 1951: Wenn die Abendglocken läuten - 1951: Wildwest in Oberbayern - 1952: Der Weibertausch - 1952: Die Traumschöne Nacht - 1952: Drei Tage Angst - 1952: Hannerl - 1952: Man lebt nur einmal - 1952: Pension Schöller - 1952: Meine Frau macht Dummheiten - 1953: Damenwahl - 1953: Blume von Hawaii | - 1953: Frauen, Filme, Fernsehfunk - 1953: Fiakermilli - Liebling von Wien - 1953: Hollandmädel - 1953: Die Junggesellenfalle - 1953: Liebeskrieg nach Noten - 1953: Das singende Hotel - 1954: Die süßesten Früchte - 1954: Columbus entdeckt Krähwinkel - 1954: Verliebte Leute - 1954: Meine Schwester und ich - 1954: Tanz in der Sonne - 1954: Die tolle Lola - 1955: Der falsche Adam - 1955: Ball im Savoy - 1955: Liebe, Tanz und 1000 Schlager - 1955: Musik, Musik und nur Musik - 1955: Die spanische Fliege - 1956: Das Bad auf der Tenne - 1956: Ich und meine Schwiegersöhne - 1956: Die ganze Welt singt nur Amore - 1956: Mädchen mit schwachem Gedächtnis - 1956: Du bist Musik - 1957: Die Unschuld vom Lande - 1957: Liebe, Jazz und Übermut - 1957: Die Zürcher Verlobung - 1957: Tante Wanda aus Uganda - 1957: Der müde Theodor - 1957: Eine verrückte Familie - 1957: Das einfache Mädchen - 1957: Tolle Nacht - 1957: Es wird alles wieder gut - 1958: Bühne frei für Marika - 1958: Der Maulkorb - 1958: Ihr 106. Geburtstag - 1958: Wenn die Bombe platzt - 1958: Scala – total verrückt - 1959: Der Haustyrann - 1959: Melodie und Rhythmus - 1959: Buddenbrooks - 1959: Wenn das mein großer Bruder wüßte - 1959: Salem Aleikum - 1960: Das kunstseidene Mädchen - 1960: Willy, der Privatdetektiv - 1960: Der Hauptmann von Köpenick (TV) - 1960: Wenn die Heide blüht - 1961: Adieu, Lebewohl, Goodbye - 1961: So liebt und küßt man in Tirol - 1961: Ihr schönster Tag - 1961: Eine hübscher als die andere - 1962: Onkel Harry - 1962: Frauenarzt Dr. Sibelius - 1962: Der Vogelhändler - 1962: Sein bester Freund - 1962: Krach im Standesamt - 1963: Stahlnetz: Das Haus an der Stör - 1963: Heimweh nach St. Pauli - 1964: Herrenpartie - 1964: Mit besten Empfehlungen - 1964: Freddy, Tiere, Sensationen - 1966: Weiß gibt auf - 1967: Das kleine Teehaus - 1968: Professor Columbus - 1969: Josefine, das liebestolle Kätzchen - 1970: Die Herren mit der weißen Weste - 1971: Das Geld liegt auf der Bank - 1972: Der Kommissar: Der Tennisplatz - 1973: Der Raub der Sabinerinnen (TV) - 1974: Auch ich war nur ein mittelmäßiger Schüler - 1974: Derrick: Mitternachtsbus - 1975: Der Kommissar: Der Mord an Dr. Winter - 1977: Derrick: Offene Rechnung - 1977: Sanfter Schrecken (TV) - 1978: Der Alte: Marholms Erben - 1979: Einzelzimmer (TV) - 1979: Der Alte: Die Lüge - 1981: Zurück an den Absender (TV) - 1982: La ansiedad de Veronika Voss - 1982: Benjamin und Rita (TV) - 1983: Ein Mord liegt auf der Hand (TV) - 1984: Jakob und Adele: Eine Altersliebe |

## Radio
| - 1952: Mit zwei Mark fünfzig in der Tasche ... (de Raoul Wolfgang Schnell) - 1960: Der schönste Tag (de Rolf Purucker) - 1961: Das Fenster zum Flur | - 1964: Die Ehre (de Heinz-Günter Stamm) - 1974: Radio (de Rolf von Goth) - 1976: Gehen, laufen oder hüpfen (de Ludwig Cremer) - 1979: Banca Rotta (de Rolf von Goth) |

## Premios
- 1966: Berliner Kunstpreis a las Artes Escénicas por Der Kaiser vom Alexanderplatz
- 1969: [[Orden del Mérito de la República Federal de Alemania

Orden del Mérito de la República Federal de Alemania]] de primera clase
- 1974: Placa Ernst-Reuter de Plata
- 1974: Miembro Honorario de la Freie Volksbühne de Berlín
- 1978: Filmband in Gold por su contribución al cine alemán
- 1980: Anillo de Honor de la Ciudad de Dortmund
- 1984: Hoja de Plata del Dramatiker Union